# Mikroregion Itapecerica da Serra

Mikroregion Itapecerica da Serra

Mikroregion Itapecerica da Serra – mikroregion w brazylijskim stanie São Paulo należący do mezoregionu Metropolitana de São Paulo. Ma 1.462,761 km² powierzchni.

## Gminy
- Cotia,
- Embu das Artes,
- Embu-Guaçu,
- Itapecerica da Serra,
- Juquitiba,
- São Lourenço da Serra,
- Taboão da Serra,
- Vargem Grande Paulista,